# John Cook (president)
John Cook, född 1730 i Duck Creek (nuvarande Smyrna, Delaware), död 27 oktober 1789 i Duck Creek, var en amerikansk politiker. Han var Delawares president 1782-1783.
Cook var en förmögen jordägare. Han gifte sig med Thomas Collins syster Elizabeth Collins och paret fick fem barn.
Cook var sheriff i Kent County 1772-1778. Han var 1782 talman i Legislative Council som senare kom att kallas Delawares senat. Delawares president John Dickinson  avgick och Cook fick tillträda det högsta ämbetet i och med att han var talman. Han efterträddes i februari 1783 av Nicholas Van Dyke. Presidentämbetet ersattes först tio år senare av guvernörsämbetet. Presidenten valdes av Delawares lagstiftande församling, medan guvernörerna kom att väljas av folket. Delaware hade ingen vicepresident.
Cook gravsattes på St. Peter's Episcopal Church Cemetery i Duck Creek.  Dottern Sarah var sedan 1784 gift med John Clark.